# Eistobel

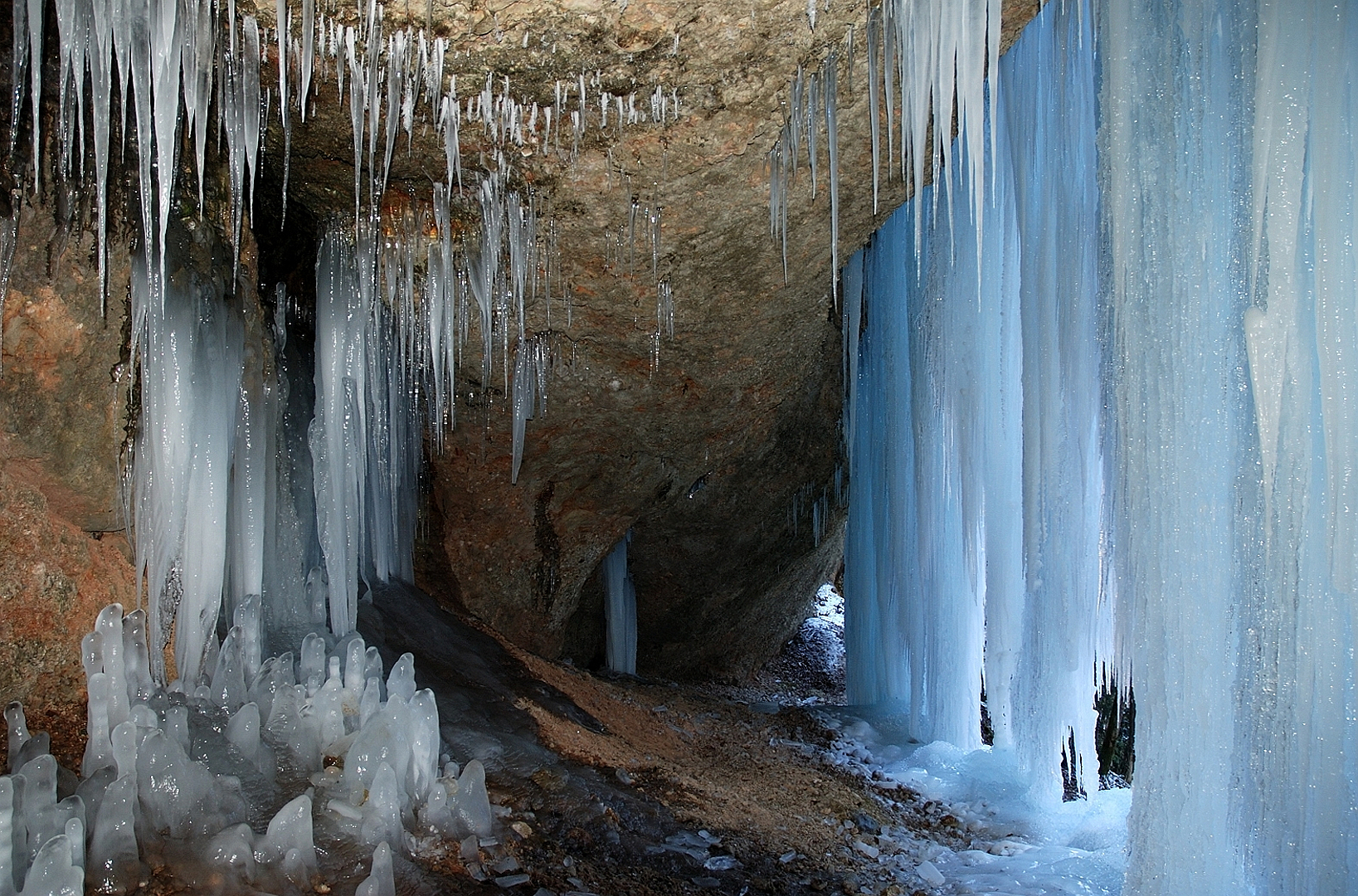
Eistobel im Winter

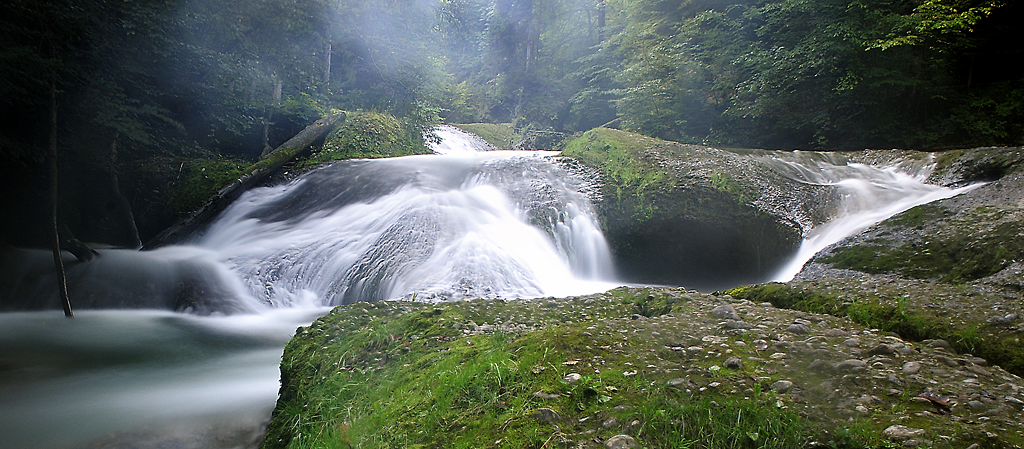
Wasserfall im Eistobel

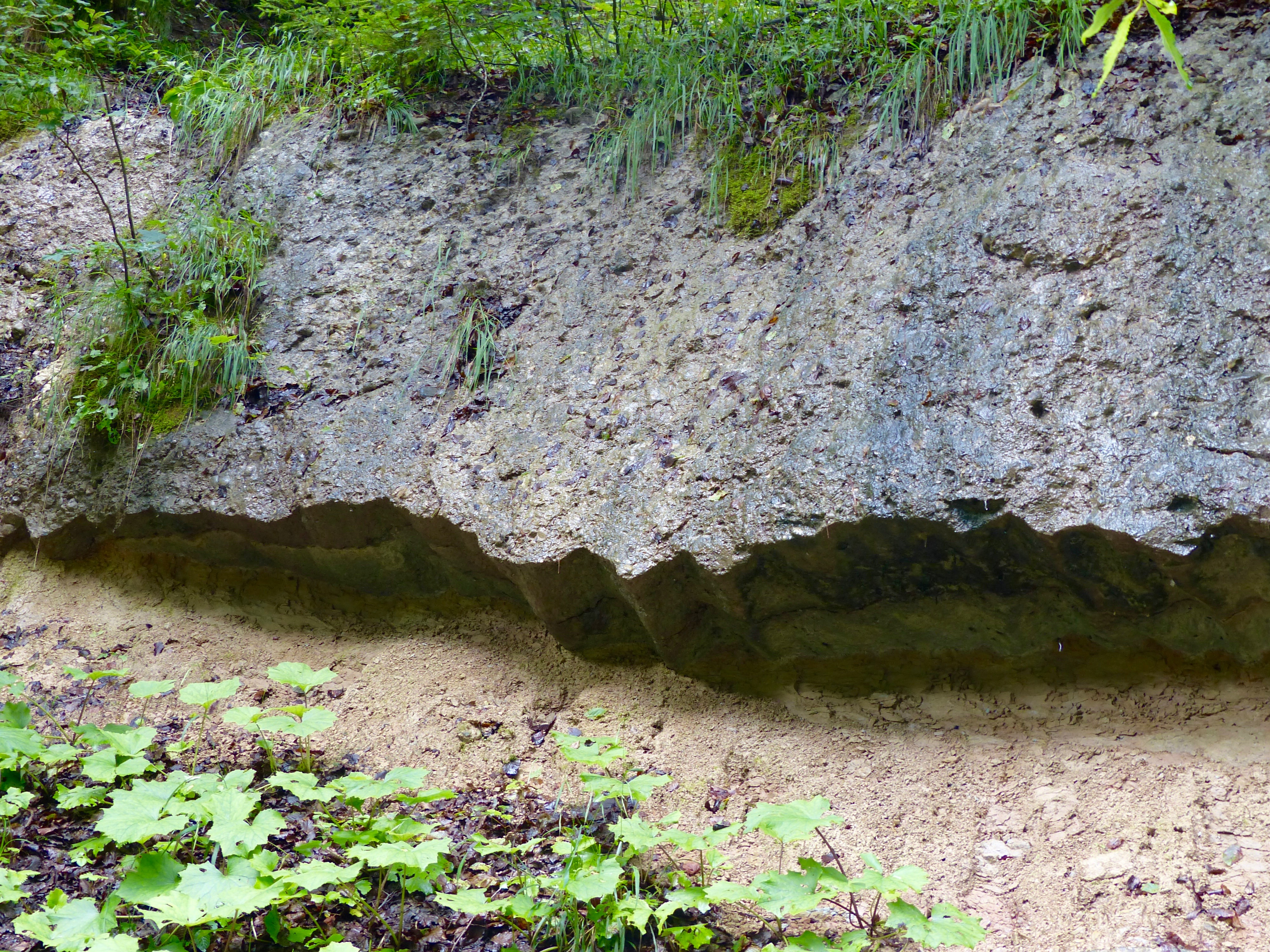
Wechsellagerung von weichen Mergelsteinen und harten Nagelfluhbänken, mit Belastungsmarken an den Schichtunterseiten

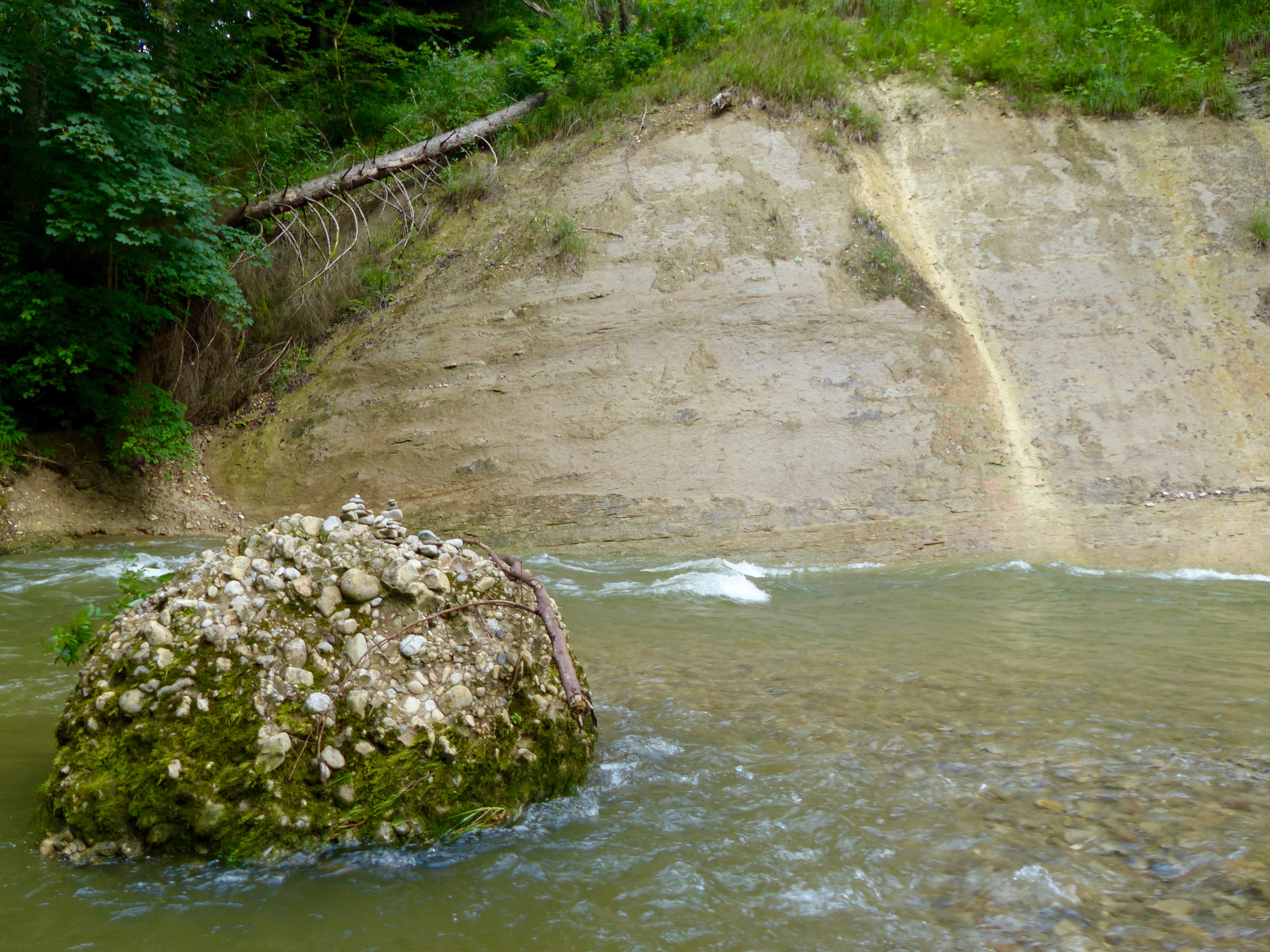
Mergelstein-Steilwand; Nagelfluh-Geröll im Vordergrund

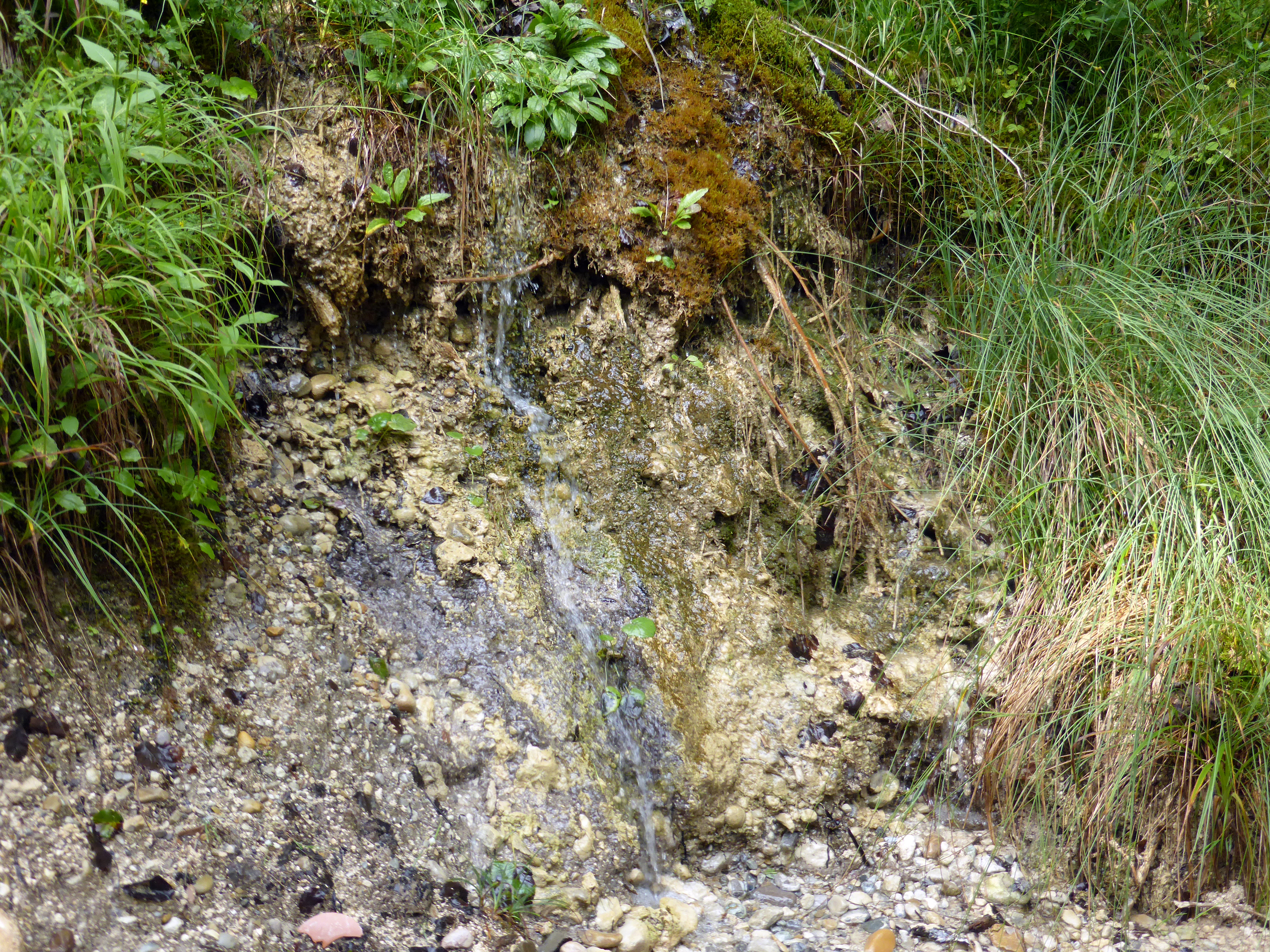
Kalktuffbildungen an einem kleinen Bach im Tobel

Der Eistobel (westallgäuerisch Isdobl) ist eine Schlucht des Flusses Obere Argen im Westallgäu zwischen der Ortschaft Schüttentobel und der Argentobelbrücke, welche die Orte Maierhöfen und Grünenbach verbindet.
Auf einer Strecke von etwa drei Kilometern fällt, eingerahmt von bis zu 130 Meter hohen Felshängen, das Wasser der Oberen Argen in mehreren Stufen (Kaskade) talwärts und verliert dabei etwa 70 Höhenmeter. Seinen Namen hat der Eistobel von den im Winter früher oft mehrere Monate lang zu Eis erstarrten Wasserfällen.
Der Eistobel ist Teil des gleichnamigen Naturschutzgebiets und als Geotop ausgewiesen.

## Verlauf
Am Beginn des Eistobels, an der Einmündung des Schüttentobelbaches, wird die Obere Argen zunächst gestaut und die potentielle Energie des Wassers in einem Laufwasserkraftwerk in elektrische Energie umgewandelt. Nach vielen kleinen Wasserfällen und Stromschnellen endet der Eistobel bei der Argentobelbrücke, und der Bach fließt ruhiger weiter. Hinter der Brücke endet auch das Naturschutzgebiet.

## Geologie
Das Tal des Eistobels erschließt beispielhaft ein Profil in der aufgerichteten Vorlandmolasse. Am Südeingang der Schlucht sind die ältesten Gesteine – die Sedimente der Unteren Süßwassermolasse – (USM) erschlossen. Diese Sandstein–Mergelstein-Folge ist durch einen hohen Feldspatanteil gekennzeichnet. Die feldspatreichen Sande wurden an der Wende vom Oligozän zum Miozän aus dem Bereich der Ostschweiz durch alpenrandparallele Napf- und Hörnlischüttung in das Allgäu transportiert. Diese Sonderform der feldspatreichen Molasse wird auch als Granitische Molasse bezeichnet.
Im weiteren Verlauf des Profils sind grünliche Sandsteine, Mergel und Konglomerate aufgeschlossen, die im flachmarinen Bereich während des Unteren Miozäns abgelagert wurden. Die grünliche Farbe ist auf das Auftreten von Glaukonit zurückzuführen, das sich im Küstenbereich flachmariner Meere bildet. Diese Gesteine werden der Oberen Meeresmolasse (OMM) zugerechnet. Eingelagert sind mächtige, fossilarme Konglomeratbänke, die im Talverlauf häufig Steilstufen bilden. Stellenweise sind in die Konglomerate massenhaft zerbrochene Austernschalen eingelagert.
Im Nordteil des Tobels stehen die Konglomerat–Mergel–Wechselfolgen der Oberen Süßwassermolasse (OSM) an, die ab dem Obersten Untermiozän (vor ca. 18 Millionen Jahren) in dieser Gegend abgelagert wurden. Die harten Konglomerat(Nagelfluh)-Bänke bilden die Steilstufen der zahlreichen Wasserfälle im Tobel. Eingelagert zwischen die harten Bänke sind dünnere Mergelsteinlagen, deren Ausstrichsbereich am Hang durch das Auftreten von kleineren und größeren Hangrutschungen sowie im Talgrund durch Vernässungszonen mit Moor- und Sumpfflächen charakterisiert ist. Die Sedimentation der Gesteine der Oberen Süßwassermolasse endete vor etwa 9 Millionen Jahren, im Tortonium. In die Ablagerungen der Oberen Süßwassermolasse sind stellenweise gering inkohlte Braunkohlen eingelagert, die besonders in wirtschaftlichen Notzeiten abgebaut wurden. Aufgrund des geringen Heizwertes und der schwankenden und geringen Mächtigkeit des Riedholzer Flözes besitzen diese Braunkohlen heute keine wirtschaftliche Bedeutung mehr.
Im Zuge der Auffaltung der Alpen sind die unterschiedlichen Gesteine der Schlucht nach ihrer Ablagerung verstellt worden. Der Südrand der ansonsten ungefalteten Vorlandmolasse, den der Eistobel anschneidet, weist eine Aufbiegung der Gesteinsschichten zu den Alpen hin auf. Daher sind die Molasse-Schichten im Süden des Eistobels noch mit etwa 40° nach Nordwesten hin geneigt, während am nördlichen Ende der Schlucht die Schichten flacher, mit etwa 15° einfallen.
Zu den jüngsten Ablagerungen zählen Kalktuffbildungen, die sich an Bachläufen bilden, die an den Hängen über die Konglomeratbänke stürzen. Hier erfolgt mit Hilfe von Moosen eine Ausfällung von Kalk aus kalkgesättigten Bachwässern.

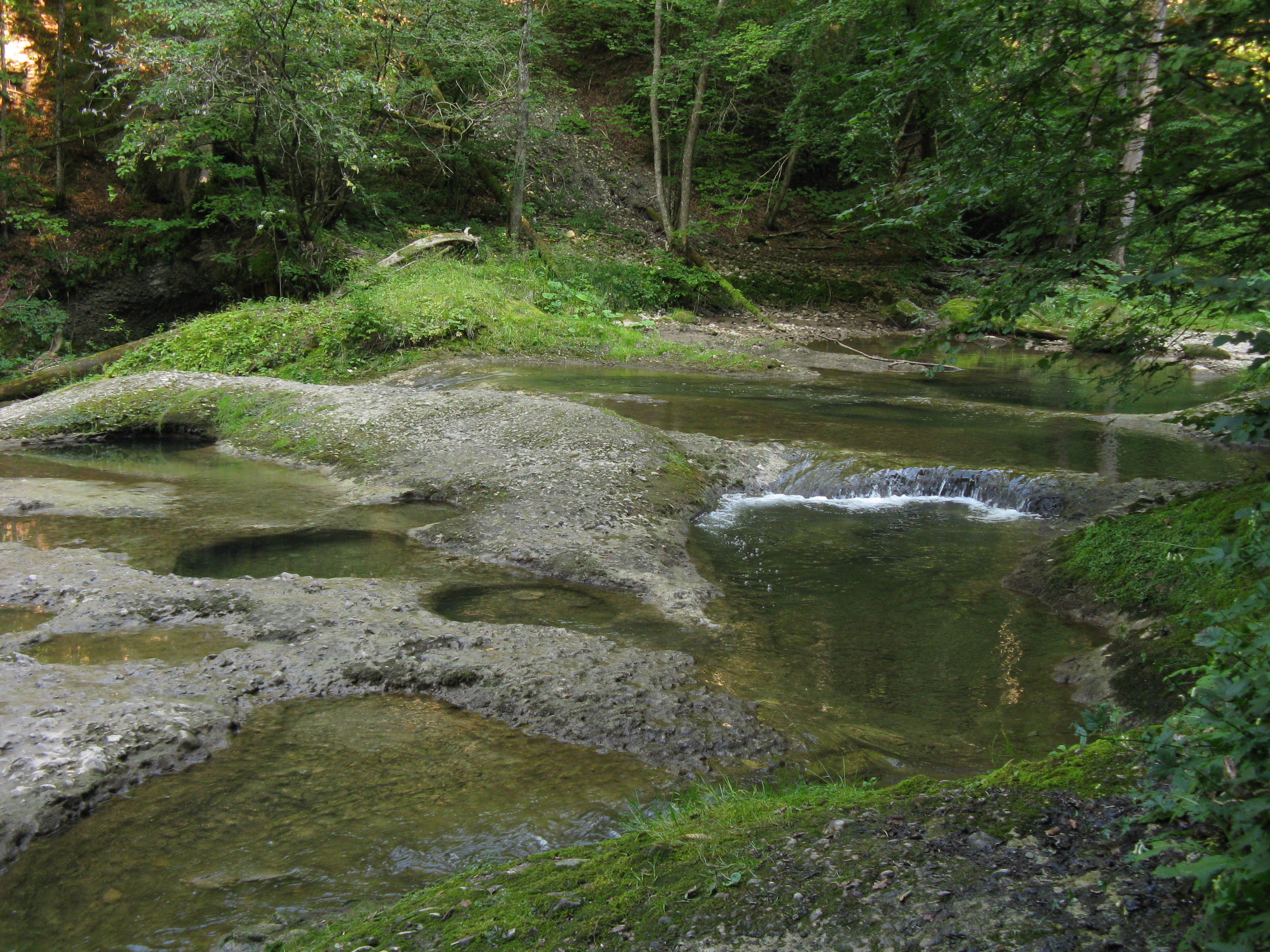
Strudellöcher im Bachbett

Im Bachbett sind zahlreiche fluviatile Erosionsformen wie Strudellöcher, Strudelkessel und Gumpen zu beobachten.
Der Eistobel entstand am Ende der letzten Eiszeit vor rund 15.000 Jahren, als sich im Tal bei Ebratshofen ein Schmelzwassersee bildete. Der See entwässerte über eine Abflussrinne im Bereich des heutigen Tobels. Durch erosive Prozesse vertiefte sich die Schlucht zunehmend. Die Anlage der Abflussrinne erfolgte vermutlich schon früher, im Mittelpleistozän vor rund 380.000 Jahren.
Das Geotop Molasseprofil Eistobel NNE von Grünenbach ist vom Bayerischen Landesamt für Umwelt als geowissenschaftlich besonders wertvolles Geotop (Geotop-Nr. 776R001) mit einer Eignung als besonderes wissenschaftliches Referenzobjekt eingestuft worden. Im Jahr 2009 wurde das Molasseprofil im Eistobel zu den 100 Schönsten Geotopen Bayerns gewählt.

## Tourismus

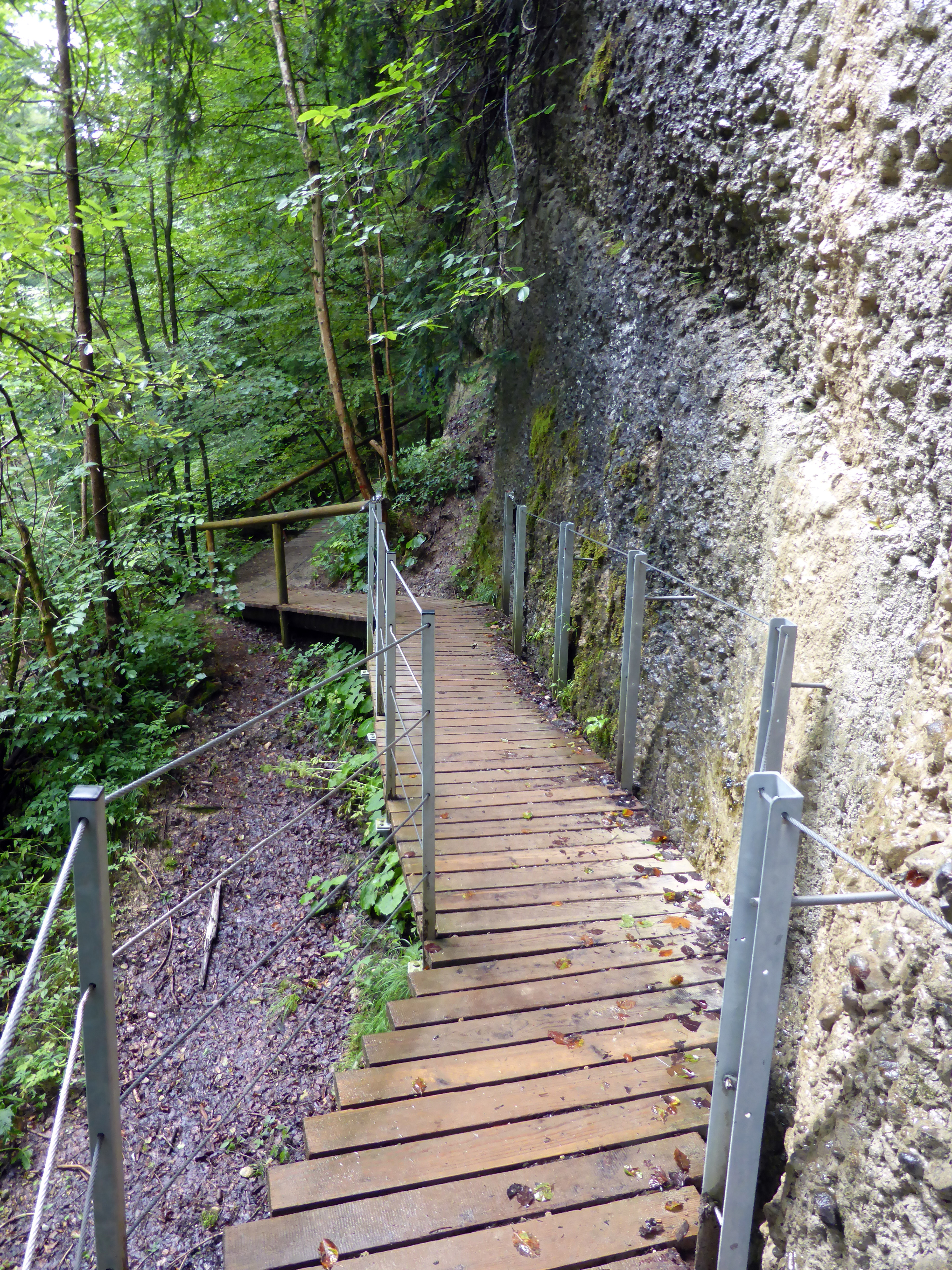
Wanderwege durch den Tobel vorbei an den Nagelfluh-Steilwänden

Ein Wanderweg folgt der gesamten Länge der Schlucht. Die Wanderung durch den Eistobel ist bei Familien beliebt und mit der nötigen Vorsicht auch mit kleinen Kindern ab etwa vier Jahren machbar. Im Winter bleibt der Weg durch die Schlucht geschlossen.
Am Nordeingang zur Schlucht befindet sich ein kleines Informationszentrum, in dem sich die Besucher über die Entstehung des Tobels informieren können.
Am Weg sind durch Informationstafeln unter anderem folgende Stationen ausgewiesen:
- Erste Wasserfälle;
- Großer Wasserfall; 18 Meter tief fällt das Wasser der Oberen Argen hinab in eine tiefe Gumpe
- Zwinger; der Fluss zwängt sich hier durch mächtige Felsblöcke hindurch;
- Hohe Wand;
- Wasserfall am Eissteg;
- Stausee und große Nagelfluhwand; hier ragt eine rund 50 Meter hohe senkrechte Nagelfluh-Wand aus der zu einem See aufgestauten Argen empor.